# Luxemburgo en los Juegos Olímpicos de Berlín 1936
Luxemburgo estuvo representado en los Juegos Olímpicos de Berlín 1936 por un total de 49 deportistas, 48 hombres y una mujer, que compitieron en 10 deportes.
El portador de la bandera en la ceremonia de apertura fue el atleta Jean Wagner. El equipo olímpico luxemburgués no obtuvo ninguna medalla en estos Juegos.